# Nicetas Trifílio
Nicetas Trifílio (em grego: Νικήτας Τριφύλλιος; romaniz.: Niketas Triphyllios m. 30 de abril de 803) foi um dos mais altos oficiais do Império Bizantino durante o reinado da imperatriz Irene de Atenas (r. 797–802), ostentando o posto de doméstico das escolas.

## Biografia
Nicetas aparece pela primeira vez na única procissão triunfal de Irene na Segunda-feira da Páscoa de 1 de abril de 799. Naquele tempo, ele já era doméstico das escolas (comandante do regimento das escolas palatinas) e ostentava a dignidade suprema de patrício. Nicetas foi um dos quatro patrícios (junto com Vardanes, o Turco, Constantino Boilas e o irmão de Nicetas, Sisínio Trifílio) que conduziram os quatro cavalos brancos que puxavam a carruagem imperial, um papel que o caracteriza como um dos mais proeminentes apoiantes de Irene entre os altos dignitários do Estado.
Algumas semanas depois, em Maio, a saúde de Irene se deteriorou consideravelmente e a questão de sua sucessão tornou-se aberta. Neste ponto Nicetas (e possivelmente seu irmão também) aliaram-se com o eunuco Aécio para conter a influência do poderoso primeiro-ministro eunuco Estaurácio. Os dois foram diante da imperatriz e o acusaram de conspirar para tomar o trono. Estaurácio conseguiu escapar com uma repreensão da imperatriz, mas tomou medidas para angariar apoio para combater Aécio e o controle de Nicetas dos oficias seniores do exército. Os dois campos mantiveram-se num impasse até fevereiro de 800, quando Estaurácio foi proibido de ter contatos com os militares e Aécio foi promovido ao poderoso posto de estratego do Tema da Anatólia. Apesar do fato de Estaurácio adoecer logo depois, seus apoiantes lançaram uma rebelião em seu nome na Capadócia. Estaurácio, contudo, morreu em 3 de junho de 800, antes desta notícia chegar na capital; a revolta foi rapidamente suprimida.
Apesar de seu apoio anterior a Irene, Trifílio opôs-se as políticas fiscais adotadas pela imperatriz no ano seguinte, bem como a crescente influência de Aécio, que substituiu Sisínio como estratego da Trácia pelo seu próprio irmão Leão. Ele estão esteve entre os líderes que causaram a deposição da imperatriz pelo logóteta geral Nicéforo I, o Logóteta (r. 802–810), em 31 de outubro de 803. Os cronistas bizantinos reportam o rumor que ele foi envenenado por ordens de Nicéforo, mas dado a proximidade de Nicéforo com Sisínio, isto é improvável.